# Germantown (Nova York)
Germantown és una concentració de població designada pel cens dels Estats Units a l'estat de Nova York. Segons el cens del 2000 tenia 862 habitants.

## Demografia
Segons el cens del 2000, Germantown tenia 862 habitants, 351 habitatges, i 236 famílies. La densitat de població era de 124,7 habitants per km².
Dels 351 habitatges en un 29,6% hi vivien nens de menys de 18 anys, en un 55% hi vivien parelles casades, en un 9,4% dones solteres, i en un 32,5% no eren unitats familiars. En el 25,6% dels habitatges hi vivien persones soles el 9,4% de les quals corresponia a persones de 65 anys o més que vivien soles. El nombre mitjà de persones vivint en cada habitatge era de 2,44 i el nombre mitjà de persones que vivien en cada família era de 2,93.
Per edats la població es repartia de la següent manera: un 23,5% tenia menys de 18 anys, un 7,5% entre 18 i 24, un 28,3% entre 25 i 44, un 26,7% de 45 a 60 i un 13,9% 65 anys o més.
L'edat mediana era de 40 anys. Per cada 100 dones de 18 o més anys hi havia 89,9 homes.
La renda mediana per habitatge era de 44.141 $ i la renda mediana per família de 51.875 $. Els homes tenien una renda mediana de 40.395 $ mentre que les dones 25.563 $. La renda per capita de la població era de 22.015 $. Entorn del 3,2% de les famílies i el 7,2% de la població estaven per davall del llindar de pobresa.